# Croix du mont Royal
La Croix du mont Royal est une croix sommitale et croix monumentale érigée au sommet du mont Royal, qui domine la ville de Montréal. Avec la basilique Notre-Dame de Montréal, l'oratoire Saint-Joseph et la tour du stade olympique, elle est l'un des principaux symboles de la ville.

## Historique
En 1643, une croix en bois fut érigée par Paul de Chomedey de Maisonneuve, fondateur de la colonie de Ville-Marie, pour accomplir un vœu qu'il avait fait à la Sainte Vierge après avoir prié pour l'arrêt d'une inondation dévastatrice,.
En 1874, pour souligner son 40e anniversaire de fondation, la Société Saint-Jean-Baptiste de Montréal énonce l’idée d’une croix sur le mont Royal en souvenir de celle de Maisonneuve.
Cinquante ans plus tard, le projet se réalise. Un comité des finances commence à se former. Des architectes préparent un plan. 104 200 bénévoles dont 4 200 adultes et 100 000 élèves de la province contribuent à la cause en offrant des timbres commémoratifs de la croix du mont Royal. Les timbres se vendent 5 cents chacun. 10 000 $ sont ainsi amassés.
Les travaux de construction débutent le 16 mai 1924. La pierre angulaire de la croix est bénie par Mgr Alexandre-Marie Deschamps. La structure métallique est réalisée par la compagnie Dominion Bridge selon les plans de Pierre Dupaigne, prêtre sulpicien. Les travaux se terminent à la mi-septembre 1924, mais la croix est illuminée pour la première fois la veille de Noël. L'entreprise Montreal Light, Heat and Power fournit l’électricité gratuitement.
En 1929, la Société Saint-Jean-Baptiste offre la croix en cadeau à la Ville de Montréal mais aucun document ne l'atteste. Malgré tout, la Ville de Montréal assumait l'entretien de sa structure et de son illumination. En juin 2004, une résolution du Conseil municipal de la Ville de Montréal approuve enfin cet acte de cession de la croix du mont Royal.

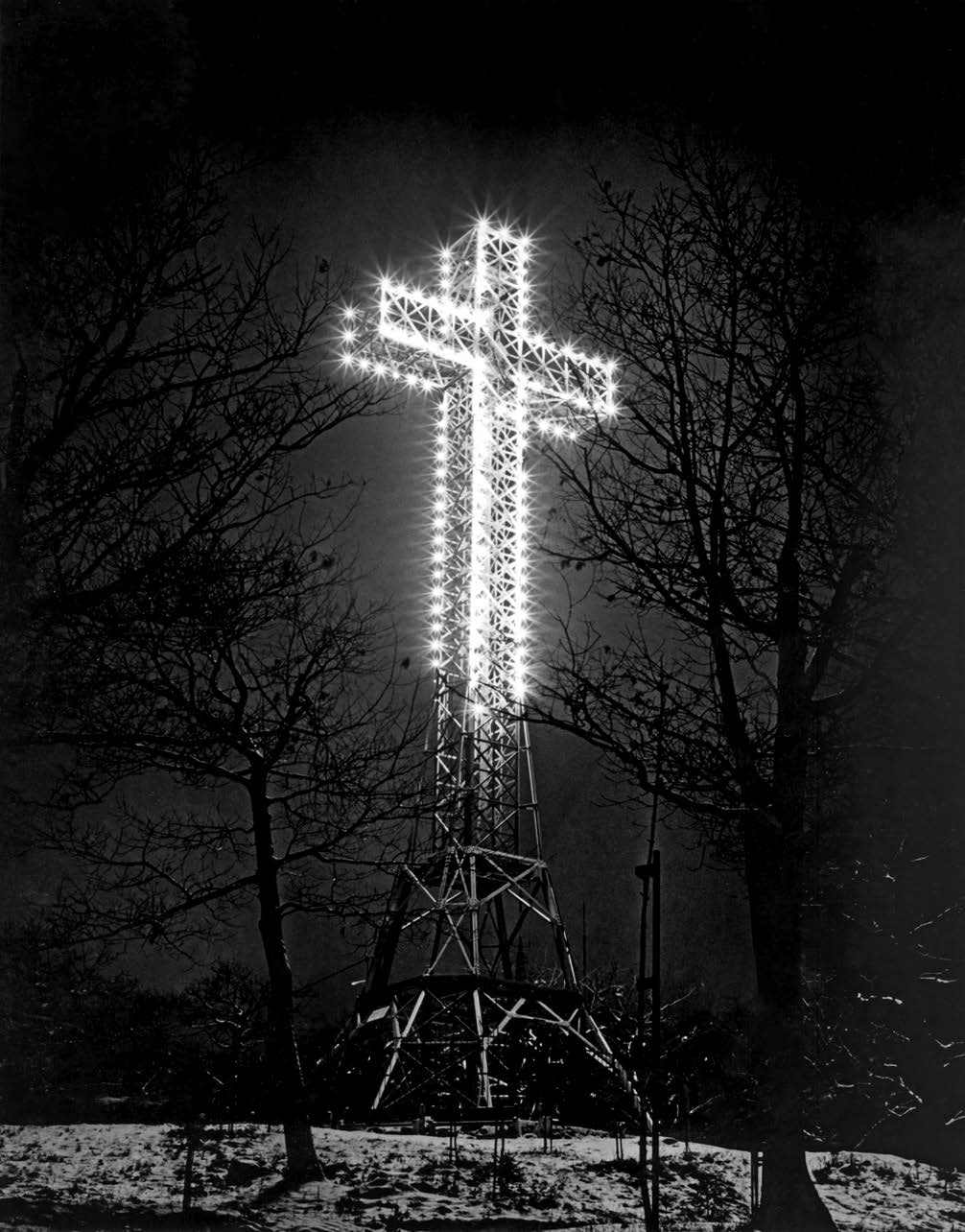
Croix du mont Royal au début des années 60.

La croix a notamment servi de lieu de pèlerinage lors du congrès eucharistique de Montréal en 1935[réf. nécessaire].
En 1992, un système à fibres optiques facilite le transfert de couleurs. Ce système a été inauguré le 15 mai dans le cadre des célébrations du 350e anniversaire de la fondation de Montréal.
Le 4 février 2009, se terminèrent d'importants travaux de restauration menés par la Ville de Montréal depuis 2007, une opération incluant notamment la remise en état des structures métalliques (extrêmement corrodées), le remplacement de sa base par une nouvelle structure conçue par l'architecte Luce Lafontaine et permettant à la population de s'en approcher et même de la traverser (jusque-là, une clôture empêchait de le faire) et le remplacement du système d'éclairage utilisé depuis 1992. Composée de diodes électroluminescentes polychromatiques (DEL), la nouvelle installation a une consommation énergétique de 3 950 W, soit 550 W de moins que l'ancien système à fibres optiques. Il est à noter que le changement de couleurs est effectué par un système numérique,.
Ces travaux auront coûté 2 millions de dollars. Ce montant inclut un investissement supplémentaire d'environ 500 000 $ qui est effectué en 2010 pour permettre d'achever l'aménagement autour du monument, incluant l'accessibilité et le mobilier urbain[réf. nécessaire].

## Structure et couleurs

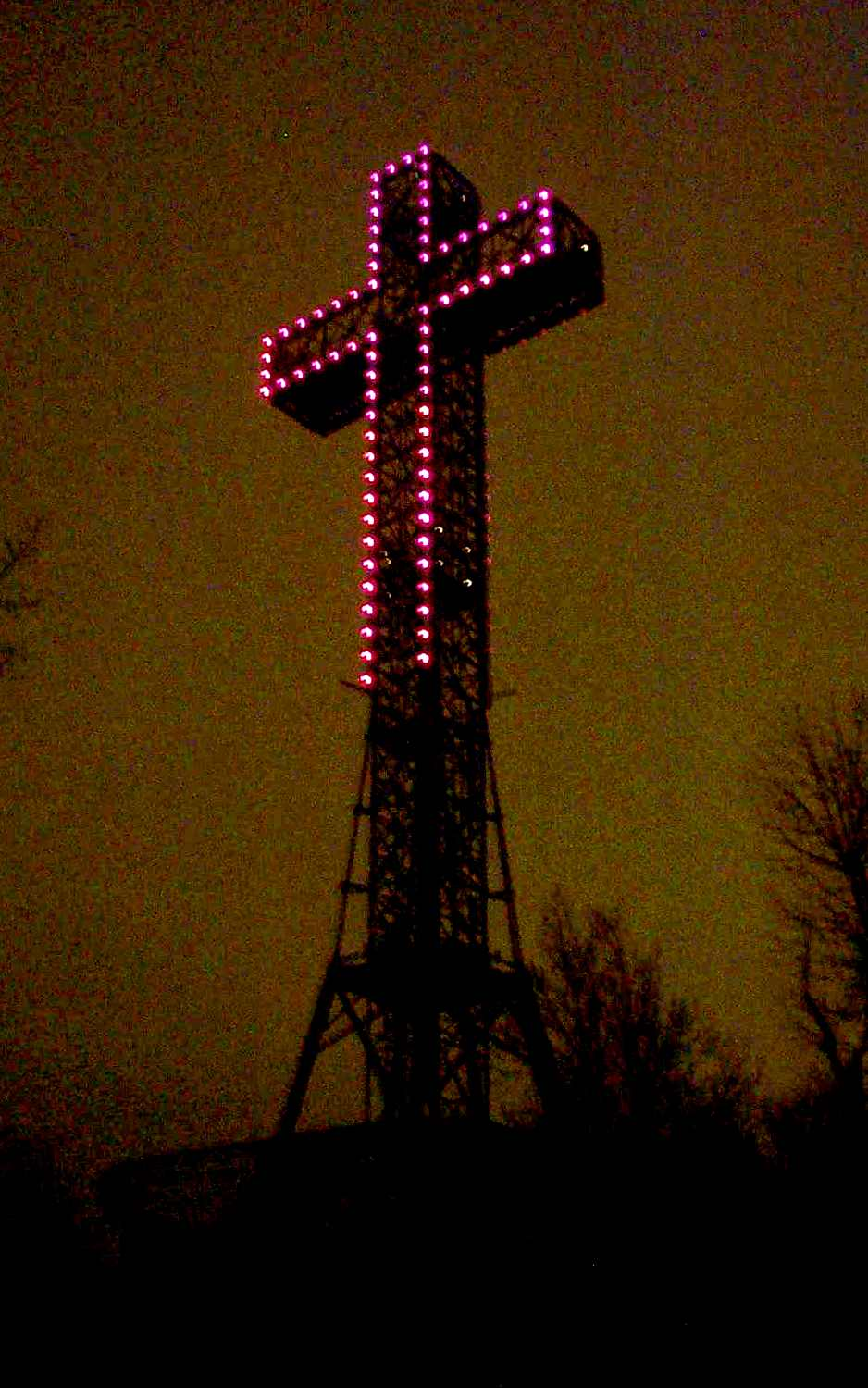
La croix du mont Royal avec les ampoules violet lors de la mort du pape Jean-Paul II en avril 2005.

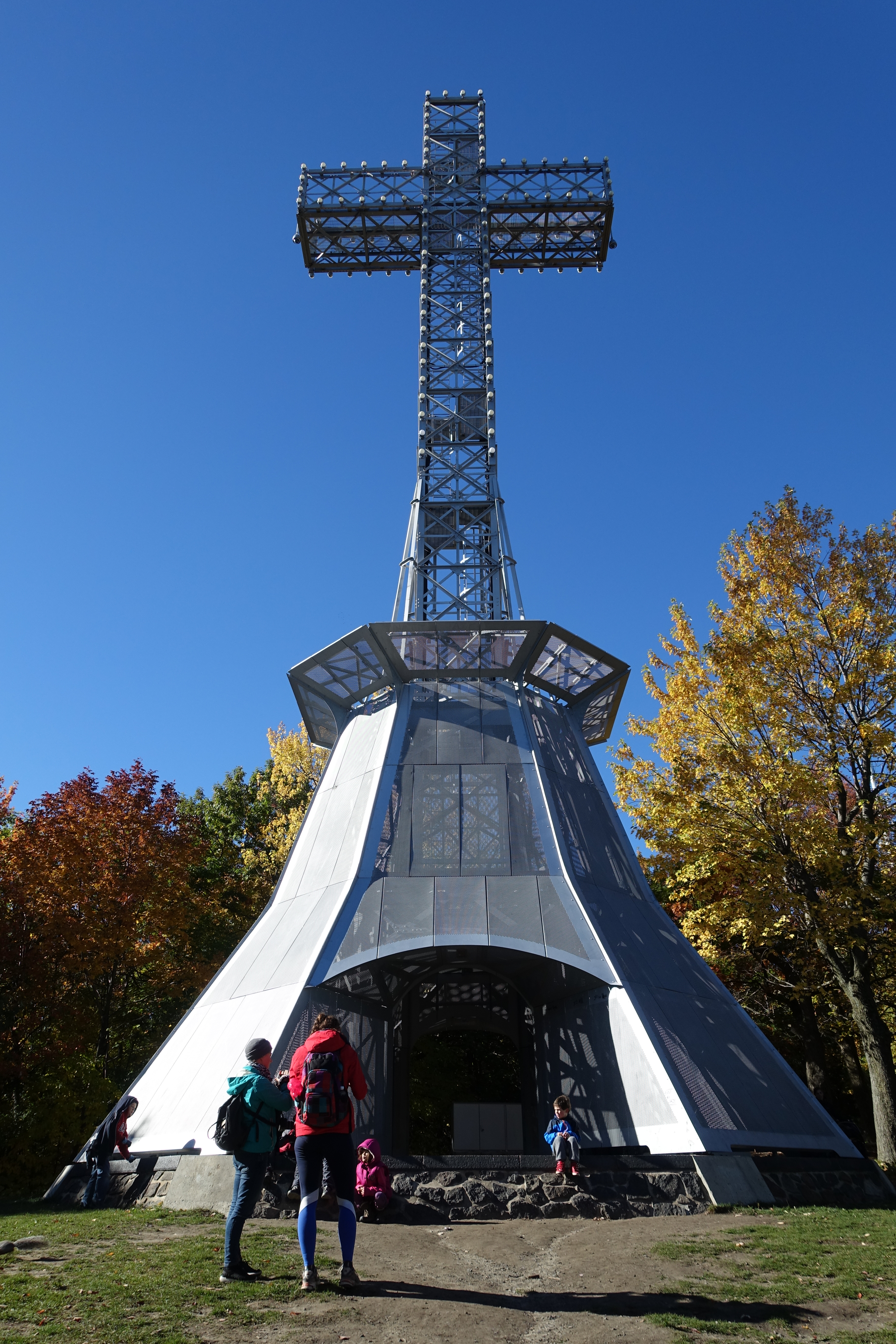
La croix du mont Royal et sa nouvelle base (2016).

La croix est haute de 103 pieds (31,4 m) et ses bras s'étendent sur 36 pieds (11 m). Sa structure métallique composée de quelque 1830 pièces reliées par plus de 6000 rivets totalise un poids de 26 tonnes, reposant sur huit pilastres de béton, rappelant les pylônes d'Hydro-Québec. Deux cent quarante ampoules de 75 watts, soit 120 ampoules sur chaque face de la croix, permettent son illumination.
La couleur des ampoules change lors d’évènements spéciaux. De blanche, elle passe au violet pour souligner la mort d’un pape ou d’un roi. Dans ce cas-ci, la tâche d'informer les montréalais revient à l'Archidiocèse de Montréal. La couleur jaune indique un couronnement. En 1975, le bleu illuminait la croix pendant les festivités de la Saint-Jean-Baptiste. Aux occasions variées, la couleur a été changée au rouge pour promouvoir le dépistage du SIDA. Le 28 mars 2009, la croix n'a pas été illuminée dans le but de souligner l'heure de la terre, une initiative mondiale faisant la promotion de l'économie d'énergie et de la lutte au réchauffement climatique.
La renonciation du pape Benoît XVI présentait un défi mineur : comment illuminer la croix quand le dernier jour arrive ? On annonce que la croix serait illuminée en blanc au cours de l’interrègne. C'est le 13 mars 2013 que François est élu pape.

## Capsule de temps

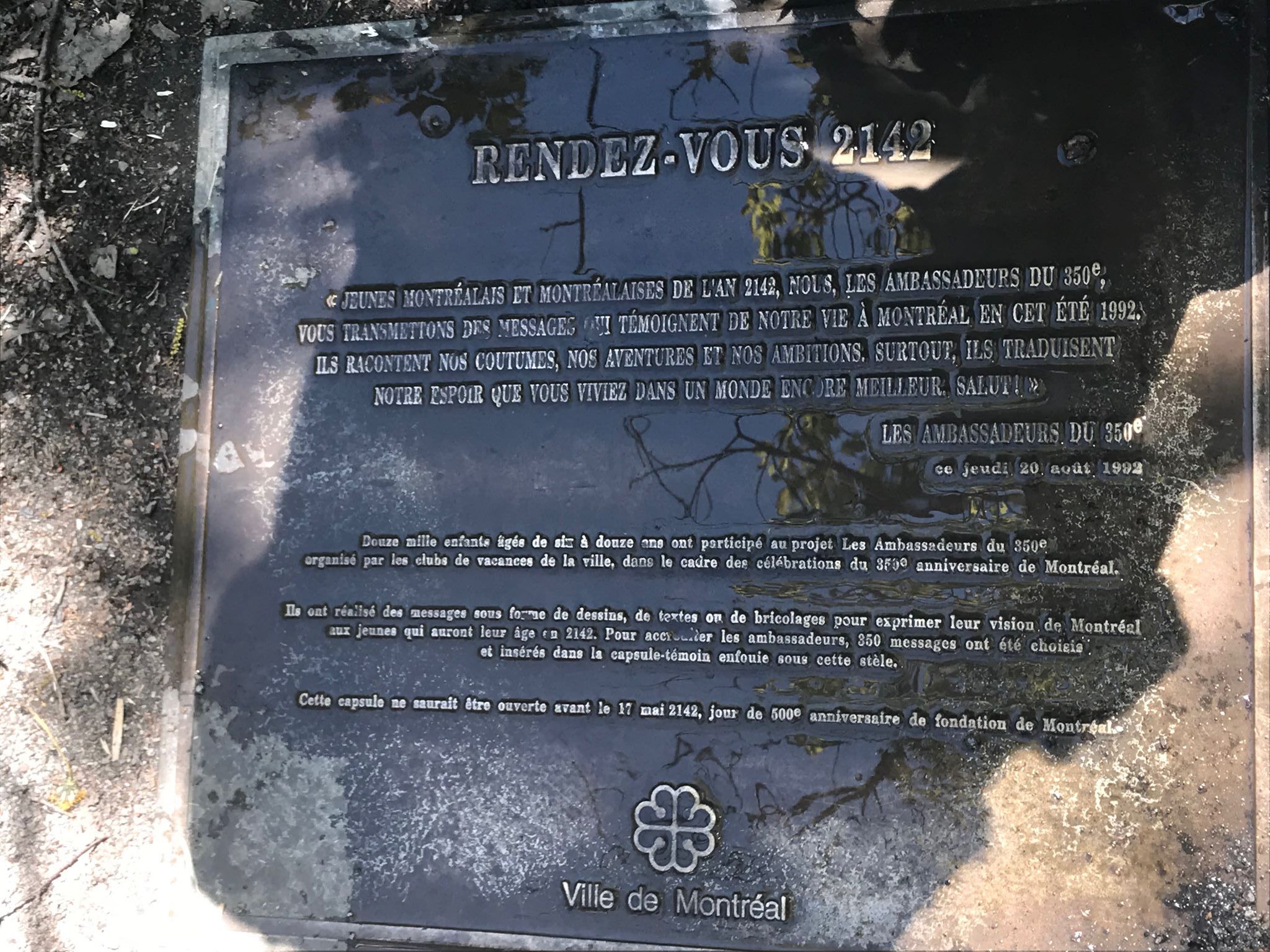
Plaque de la capsule témoin.

Sous la croix, une plaque marque l'emplacement d'une capsule de temps déposée en 1992 dans le cadre des célébrations du 350e anniversaire de Montréal. Elle contient les messages et dessins de 12 000 enfants montréalais décrivant leurs visions du Montréal de l'an 2142. La capsule doit être en effet rouverte lors des célébrations du 500e anniversaire de Montréal,.

## Anecdote
- En 1988, Hans Marotte avait enrubanné la croix d'une immense bannière sur laquelle était écrit «Loi 101», geste qui lui avait valu une notoriété instantanée partout au Canada[6],[3],[7].
- En 1976, Pierre Ayot a recréé la croix dans son oeuvre La Croix du Mont-Royal dans le projet Corridart, détruite à la veille de l'inauguration des Jeux olympiques. En 2016, Ayot a créé une réplique de son œuvre détruite, pour une exposition au parc Jeanne-Mance, face à la montagne[8].